# Молчанов, Николай Степанович
Никола́й Степа́нович Молча́нов (родился 13 мая 1909 года, Новочеркасск, Черкасский округ, область Войска Донского, Российская империя — погиб 29 января 1942 года, Ленинград, РСФСР, СССР) — советский журналист и литературовед. Кандидат филологических наук. Второй муж О. Ф. Берггольц.

## Биография
Родился в казачьей семье учителей. В 1913 году отец оставил педагогическую деятельность и переехал с семьей в Барнаул, где работал в местном союзе кооператоров. В августе 1917 года он погиб в железнодорожной катастрофе, матери пришлось содержать семью, работая в начальной школе, затем в библиотеке в качестве заведующей.
В 1923 году переехал в Ярославль в семью дяди, продолжал учиться в средней школе. В 1927 году окончил школу-девятилетку в Таганроге, в 1930 году факультет языкознания и материальной культуры Ленинградского государственного университета. Во время учёбы в ЛГУ проходил практику в газете «Голос пахаря» в Борисоглебске, «Красное знамя» во Владивостоке, был специальным корреспондентом передачи «Рабочий радиополдень» на ленинградском радио. По окончании ЛГУ в 1930 году несколько месяцев работал литературным сотрудником журнала «Вокруг света» в Ленинграде, затем уехал в Алма-Ату, где был заведующим сектором районной печати в редакции краевой газеты «Советская степь». В Казахскую ССР уехал вместе с сокурсницей О. Ф. Берггольц (будущей женой). В 1932 призван в ряды РККА и служил в пограничных войсках. Был захвачен в плен басмачами, после пыток заболел эпилепсией, был демобилизован и возвратился в Ленинград. В сентябре 1934 года поступил в аспирантуру литературного отделения Государственной академии искусствознания. В марте 1938 в ЛГУ защитил  диссертацию на соискание степени канд. филологических наук «К проблеме Пушкина в 60-е годы». С 1938 по 1940 работал в Публичной библиотеке имени М. Е. Салтыкова-Щедрина.
Во время блокады Ленинграда в 1942 при бомбардировке города во время дежурства на крыше был ранен. Умер от голода и был похоронен на Пискарёвском кладбище.

## Публикации
- К проблеме Пушкина в 60-е годы: Тез. к дис. канд. филол. наук. Л., 1938.